# Cantonul Coudekerque-Branche
Cantonul Coudekerque-Branche este un canton din arondismentul Dunkerque, departamentul Nord, regiunea Nord-Pas-de-Calais, Franța.

## Comune
- Koudekerke-Dorp (Coudekerque)
- Nieuw-Koudekerke (Coudekerque-Branche) (reședință)
- Duinkerke (Dunkerque) (parțial)